# Demkivka, Trosteaneț
Demkivka (în ucraineană Демківка) este un sat în comuna Oleksandrivka din raionul Trosteaneț, regiunea Vinnița, Ucraina.

## Demografie
Componența lingvistică a localității Demkivka
     Ucraineană (96,55%)
     Rusă (3,45%)
Conform recensământului din 2001, majoritatea populației localității Demkivka era vorbitoare de ucraineană (96,55%), existând în minoritate și vorbitori de rusă (3,45%).